# Ernő Gerő

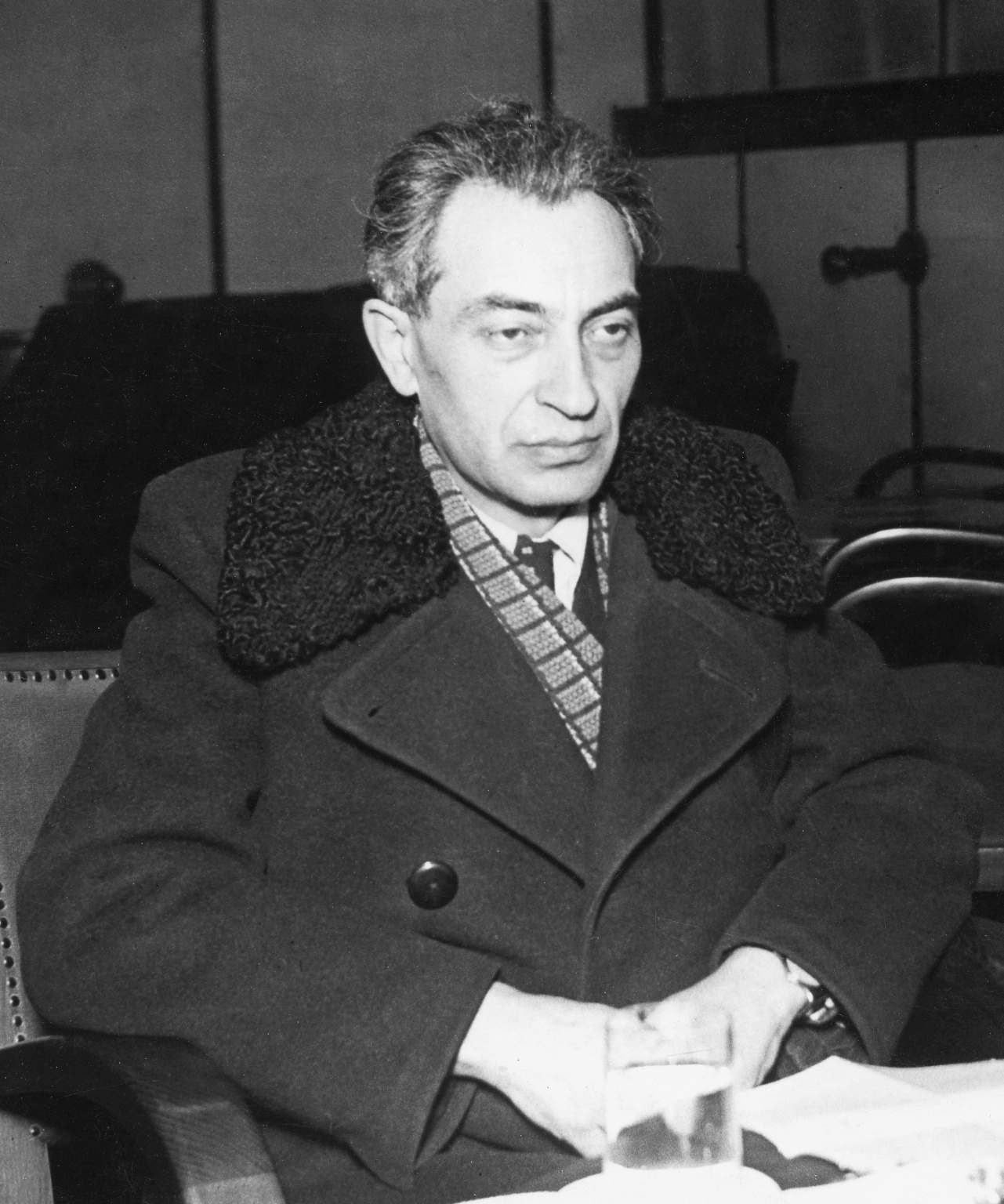
Ernő Gerő, 1955

Ernő Gerő [ˈɛrnøː ˈɡɛrøː] (* 8. Juli 1898  als Ernő Singer in Terbegec, Komitat Hont, Königreich Ungarn; † 12. März 1980 in Budapest) war ein ungarischer Politiker und Agent des sowjetischen Geheimdienstes NKWD. 1956 war er kurzzeitig Parteichef der Partei der Ungarischen Werktätigen und in der gesamten Stalin-Ära in Ungarn einer der gefürchtetsten Verkörperer des Unterdrückungsapparates. Wahrscheinlich war er es, der am 23. Oktober 1956 der Staatssicherheitspolizei Államvédelmi Hatóság (ÁVH) den Schießbefehl auf die Demonstranten erteilte, was als einer der Hauptauslöser des Ungarischen Volksaufstandes gilt.

## Herkunft
Ernő Gerő wurde als Ernő Singer im damals oberungarischen Terbegec (heute Trebušovce, Slowakei) geboren und entstammte einer jüdischen Familie. Sein Vater Móric Singer war Bankbeamter, seine Mutter verstarb, als er 12 Jahre alt war. Wenige Einzelheiten über seine Kindheit und Jugend sowie über seine Familie sind bekannt. Nach dem Abschluss des Gymnasiums in Újpest begann er 1916 zunächst ein Medizinstudium an der Budapester Akademie der Wissenschaften.

## Politischer Lebenslauf

### Nach dem Ersten Weltkrieg
Bereits 1918 brach Gerő das Studium ab und trat zunächst dem Sozialistischen Arbeiter-Jugendverband sowie kurz darauf der Ungarischen Kommunistischen Partei bei. Während der kommunistischen Räterepublik von 1919 war er in der Kommunistischen Arbeiter-Jugendbewegung tätig und Mitglied der ungarischen Roten Armee, ohne jedoch an der Front eingesetzt zu werden.
Nach dem Sturz der Räterepublik am 1. August 1919 begab sich Gerő zunächst auf die Flucht über mehrere Länder, 1922 wurde er schließlich in Deutschland verhaftet und über Österreich nach Ungarn abgeschoben, wo inzwischen die Monarchie unter Staatsoberhaupt Miklós Horthy als Reichsverweser wiederhergestellt worden war (Königreich ohne König), deren Regierungen einen rechtsnationalen, aristokratisch-autoritären Kurs verfolgten. Folglich wurde dort Gerő zu 15 Jahren Gefängnis verurteilt, jedoch bereits 1924 in die Sowjetunion entlassen.

### In der Sowjetunion und im Spanischen Bürgerkrieg
In der Sowjetunion ging Gerő zunächst auf die Internationale Lenin-Schule, nahm die sowjetische Staatsbürgerschaft an und wurde bald Agent des NKWD. Außer ungarisch und russisch sprach er deutsch, spanisch und französisch, was ihm eine Agententätigkeit unter zahlreichen verschiedenen Identitäten ermöglichte. Als solcher fungierte er im Zentralkomitee der Kommunistischen Internationale, vor allem aber im Spanischen Bürgerkrieg, wo er unter dem Decknamen Pedro Rodríguez Sanz (oder auch nur ‚Pedro‘) einer der wichtigsten NKWD-Handlanger auf der republikanischen Seite war. So war er 1937 an der wahrscheinlich von Stalin veranlassten Verschleppung und Ermordung des Führers der marxistischen Einheitsfront POUM, Andreu Nin persönlich beteiligt.

## Im stalinistischen Ungarn nach 1945
Während des Zweiten Weltkriegs, in welchen Ungarn auf deutscher Seite kämpfte, hatte sich Gerő abermals in der Sowjetunion aufgehalten und dort mit weiteren ungarischen Kommunisten die Wiederaufnahme der politischen und medialen Aktivität der Partei in seiner Heimat vorbereitet. Nach dem Sturz des seit 1944 an der Macht befindlichen faschistischen Terrorregimes im April 1945 kehrte er nach Ungarn zurück und gehörte von Anfang an dem inneren Führungskreis der ungarischen Kommunistischen Partei an, an deren schrittweise erfolgenden totalen Machtübernahme er maßgeblich beteiligt war. Bereits während der seit Herbst 1944 beginnenden Besetzung Ungarns durch die sowjetische Rote Armee hatte er als Vertrauensmann Stalins Aufgaben im Sicherheitsdienst übernommen. Laut Sándor Kopácsi, Budapester Polizeipräsident im späteren stalinistischen Regime unter dem Parteichef Mátyás Rákosi, war Gerő die Nummer eins des sowjetischen Geheimdienstes in Budapest. Vor allem in seiner Funktion als Innenminister und stellvertretender Ministerpräsident von 1952 bis 1954 war er in Ungarn einer der gefürchtetsten Politiker des stalinistischen Unterdrückungs- und Terrorapparates. Wichtigste Stütze bei der Verfolgung und Misshandlung von Regimegegnern war dabei die ungarische „Staatssicherheitsbehörde“ Államvédelmi Hatóság (ÁVH), welche zur damaligen Zeit tausende verhaftete oder ums Leben brachte.

### Während der Entstalinisierung nach 1953
Mitte 1953, als nach dem Tod Stalins im Ostblock die „Entstalinisierung“ begann, wurde in Ungarn der Reformkommunist Imre Nagy Ministerpräsident. Um diese Zeit – einige Jahre vor dem Ungarischen Volksaufstand – wurde Gerő auch stellvertretender Parteivorsitzender der KP (seit 1948 Partei der Ungarischen Werktätigen genannt). Als solcher war er in den wiederholten Machtkampf zwischen dem stalinistischen Rákosi und dem Reformer Imre Nagy involviert. Am 14. April 1955 wurde Nagy wegen „Abweichung“ von der Parteiführung all seiner Ämter enthoben und einige Monate später aus der Partei ausgeschlossen.
In der nun folgenden restaurativen Phase wurden viele der Reformen von 1953 bis 1955 wieder rückgängig gemacht, bis im Februar 1956 die berühmt gewordene Geheimrede des Parteichefs der KPdSU Nikita Chruschtschow gegen den stalinistischen „Personenkult“ durchsickerte. Am 17. Juli 1956, als sich ein Volksaufstand schon abzuzeichnen begann, musste der landesweit verhasste Rákosi auf sowjetischen Druck als KP-Generalsekretär zurücktreten. Im Zuge der „zweiten Entstalinisierung“ wurde nun Gerő zum neuen Parteichef bestimmt. Auch dies mehrte die gärenden Unruhen im Lande, und insbesondere die Studenten und Intellektuellen empfanden diesen rückschrittlichen Wechsel als äußerst unbefriedigend.

## Gerő und der Ungarische Volksaufstand

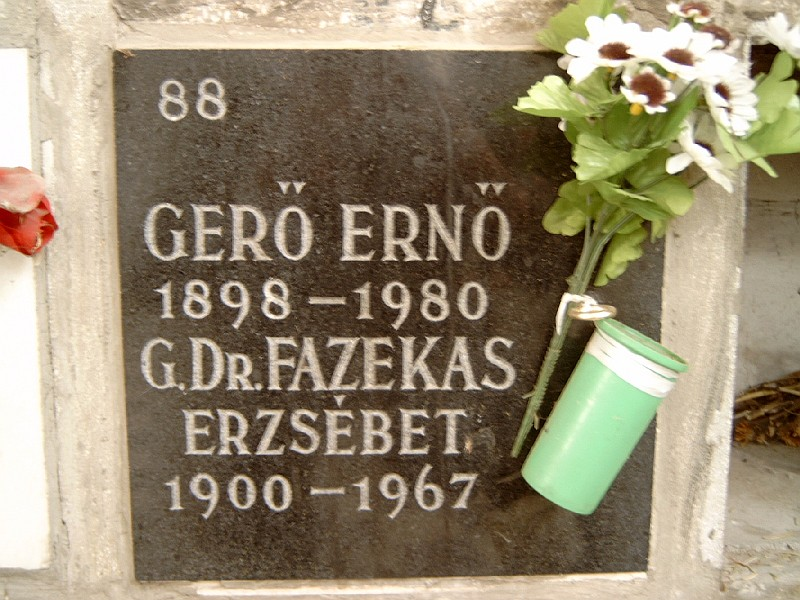
Grab auf dem Farkasréti temető

Als auch in anderen Ländern des Ostblocks eine Überprüfung der Parteilinie gefordert wurde und in Polen die Niederschlagung des Posener Aufstandes der Arbeiter begann, kulminierte die Stimmung gegen das KP-Regime auch in Ungarn. Am 23. Oktober 1956 begann der Ungarische Volksaufstand mit einer bewilligten Demonstration der Studenten der TU Budapest („Solidarität mit Polens Arbeitern“). Nach Verlesung ihrer politischen Forderungen schlossen sich bis zum Abend 300.000 Ungarn spontan an. Die Bewegung griff schon am nächsten Tag auf alle Großstädte des Landes über.
Auf Forderungen nach Demokratisierung und Wiedereinsetzung Nagys als Ministerpräsident antwortete Gerő mit der Alarmierung sowjetischer Truppen und einer Rundfunkrede, welche die Gemüter zusätzlich erhitzte, nachdem er darin die Ereignisse als „Konterrevolution“ bezeichnet und die Demonstranten als „Chauvinisten, Antisemiten, Reaktionäre“ sowie als „Pöbel“ diffamiert hatte. Dann eröffneten Einheiten der Staatssicherheitspolizei ÁVH das Feuer auf die Demonstranten vor der Rundfunkzentrale, was als einer der Auslöser des Volksaufstandes gilt. Teile der Bevölkerung bewaffneten sich, kämpften gegen sowjetische Truppen und die ÁVH, stürzten die Budapester Stalinstatue und erzwangen Gerős Rücktritt. Imre Nagy wurde wieder Ministerpräsident.
Der 25. Oktober („Blutiger Donnerstag“) brachte schwere Kämpfe im ganzen Land und ÁVH-Massaker vor dem Parlament und in der Provinzstadt Mosonmagyaróvár. Die sowjetischen Führer Mikojan und Suslow kamen nach Budapest und setzten Gerő auch als KP-Chef ab; sein Nachfolger wurde János Kádár, doch auch dieser konnte die Lage nicht mehr beruhigen.
Während der fünftägigen Kämpfe und eines Generalstreiks bildeten sich Arbeiterräte in Fabriken und Bergwerken, und Nationalkomitees übernahmen die Provinzen. Oberst Pál Maléter hielt die wichtige Kilián-Kaserne gegen die sowjetischen Truppen. Die Regierung nahm auch Nichtkommunisten auf und ordnete am 28. Oktober eine allgemeine Feuerpause an. Nagy führte wieder ein Mehrparteiensystem ein, löste die ÁVH auf und verkündete den Abzug der sowjetischen Truppen, mit denen Gerő das Land verließ.

## Nach seiner endgültigen Entmachtung 1956
Erst lange nachdem der Volksaufstand im November 1956 durch János Kádár mit sowjetischer Hilfe blutig niedergeschlagen worden war, kehrte Gerő 1960 nach Ungarn zurück. Dennoch wurde ihm durch das Kádár-Regime jegliche politische Zukunft verwehrt, nachdem ihm bereits 1957 in Abwesenheit sein Parlamentsmandat entzogen worden war. Im Jahre 1962 wurde er schließlich aus der (mittlerweile in Ungarische Sozialistische Arbeiterpartei umbenannten) KP ausgeschlossen. Seitdem verbrachte er ein Leben in Zurückgezogenheit und verdingte sich zeitweise als Übersetzer.